# Gryf Toruń
WKS Gryf Toruń – wielosekcyjny polski klub sportowy funkcjonujący w latach 1921–1970 w Toruniu. W okresie międzywojennym jeden z największych i najsilniejszych klubów na Pomorzu. Zlikwidowany w 1970 roku.

## Historia

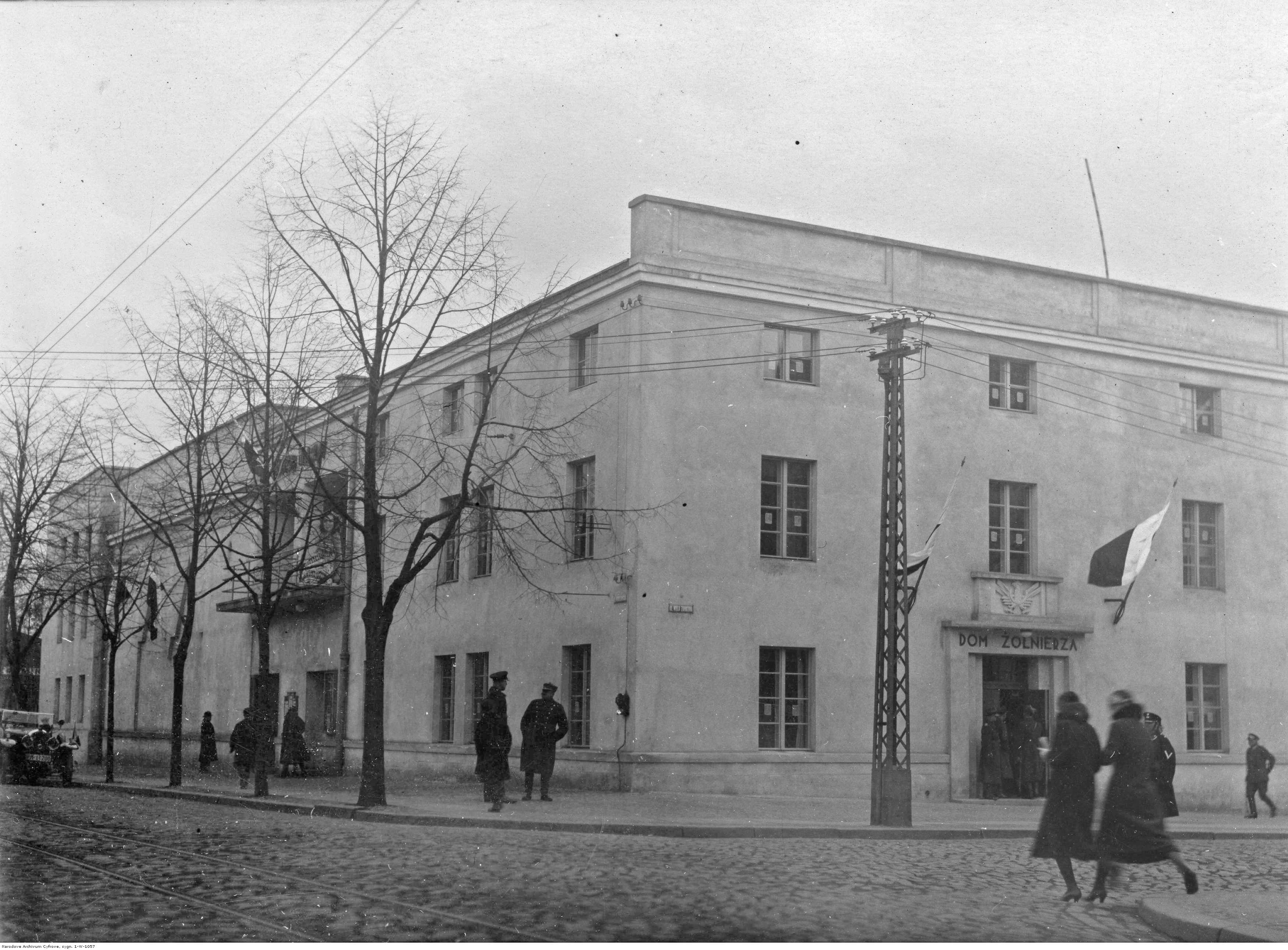
Dom Żołnierza w Toruniu w którym mieściła się siedziba klubu

16 sierpnia 1921 przy toruńskim garnizonie wojskowym powstało Wojskowe Koło Sportowe, założone przez por. Jana Brzezińskiego.
22 lipca 1922 koło zostało przekształcone w pełnoprawny klub sportowy – Wojskowy Klub Sportowy Toruń.
W następnym roku doszło do kolejnych przemian, bowiem z chwilą przeniesienia z Grudziądza do Torunia Dowództwa Okręgu Korpusu, został zlikwidowany działający do tej pory w Grudziądzu Klub Sportowy "Gryf", a jego nazwa przypisana została do WKS Toruń. Zatwierdzono to na Walnych Zebraniach w dniach 5. i 25. października: "były WKS Toruń został przemianowany na Wojskowy Klub Sportowy Gryf z siedzibą w Toruniu". Na prezesa klubu powołano płk. Grabowskiego (Komendanta Obozu Warownego Toruń). Klub od razu powołał do życia dwie sekcje: piłki nożnej i szermierczą oraz przystąpił do organizacji kolejnych sekcji: hippicznej, lekkiej atletyki, łyżwiarskiej i tenisowej.
W kwietniu 1930 WKS Gryf połączył się z Amatorskim Klubem Sportowym Toruń (który funkcjonował zaledwie około roku). Fuzja klubów oznaczała zmianę nazwy i odtąd klub występował jako Wojskowo-Amatorski Klub Sportowy Gryf Toruń.
Rok po tej fuzji WAKS Gryf Toruń wchłonął część TKS Toruń i zmienił po raz kolejny nazwę, tym razem na Wojskowo-Cywilne Zrzeszenie Sportowe Gryf Toruń.

## Zmiany nazwy
pierwsza: Wojskowe Koło Sportowe
od 1922: Wojskowy Klub Sportowy Toruń
od 1923: Wojskowy Klub Sportowy Gryf Toruń
od 1930: Wojskowo-Amatorski Klub Sportowy Gryf Toruń
od 1931: Wojskowo-Cywilne Zrzeszenie Sportowe Gryf Toruń
od 1932: Wojskowy Klub Sportowy Gryf Toruń

## Udział w rozgrywkach piłki nożnej
Był jednym z jedenastu klubów założycielskich Toruńskiego Okręgowego Związku Piłki Nożnej, który w styczniu 1923 wyodrębnił się ze związku Poznańskiego OZPN celem przeprowadzenia rozgrywek na Pomorzu.

### Pierwsze sezony (1923–1926)
W pierwszym rozegranym sezonie (1923) pomorskie kluby podzielono na Klasę A (4 drużyny) i Klasę B (dwie grupy po 4 drużyny każda). O piłkarskiej sile Torunia świadczy fakt, że aż trzy drużyny Klasy A pochodziły z tego miasta. Gryf okazał się z nich najsłabszy, a na dodatek dał się wyprzedzić Powiwojowi Grudziądz i spadł do Klasy B. Nastąpiło to na własne życzenie, ponieważ na boisku Gryf pokonał Powiwoja dwukrotnie (3:2 i 4:0), niestety w tym drugim meczu wystawił nieuprawnionego zawodnika i mecz został zweryfikowany jako walkower 0:5.
Klub nie wykorzystał też szansy jaką była likwidacja Powiwoja, w związku z czym odbyły się dodatkowe rozgrywki o miejsce w Klasie A. Do tego postanowiono ją powiększyć, więc o 2 miejsca zagrało 5 drużyn – wicemistrzowie grup Klasy B, dwie nowe drużyny z Grudziądza, oraz Gryf. W tym gronie Gryf cztery razy wygrał, odniósł tyle samo porażek, w efekcie czego zajął 3. miejsce – najwyższe niepremiowane awansem.
W niższej klasie klub spędził jeden sezon: z kompletem zwycięstw wygrał Grupę II, a w meczu barażowym dwukrotnie pokonał drużynę z Grupy I – Zucha Toruń (Była to dopiero trzecia drużyna tej grupy, gdyż dwa pierwsze miejsca zajęły rezerwy klubów Klasy A, które nie miały prawa awansu). Same zwycięstwa i bilans bramek w sezonie 32:8 w 6 meczach – to świadczy o całkowitej dominacji Gryfa.
Ze względu na przygotowania reprezentacji kraju do występów na Igrzyskach VIII Olimpiady w Paryżu (gdzie zresztą Polska przegrała już pierwszy mecz, z Węgrami 0:5), PZPN przesunął centralną rundę mistrzostw sezonu 1924 na 1925. W związku z tym mistrzowie okręgów w poszczególnych klasach A wystąpili w Mistrzostwach Polski rok później, a z tego samego powodu w 1925 pauzowała cała Klasa A – w tym Gryf.
W 1926 Klasę A utworzyło 6 drużyn (3 z Torunia, 2 z Bydgoszczy i jedna z Grudziądza), a Gryf zajął w niej 3. miejsce.
Kolejny sezon był ostatnim w starym systemie rozgrywek. W pięciozespołowej Klasie A Gryf był na 2. miejscu (2 mecze: zwycięstwo i remis), gdy rozgrywki zawieszono.
| Sezon | Liga | Liga                              | Miejsce                   | Mecze                     | Punkty                    | Z                         | R                         | P                         | Bramki                    | Uwagi |
| --- | ---- | --------------------------------- | ------------------------- | ------------------------- | ------------------------- | ------------------------- | ------------------------- | ------------------------- | ------------------------- | --- |
| 1923 | II   | Klasa A (Toruński OZPN)           | 4/4                       | 6                         | 2:10                      | 1                         | 0                         | 5                         | 8:29                      | |
| 1924 | III  | Klasa B, grupa II (Toruński OZPN) | 1/4                       | 4                         | 8:0                       | 4                         | 0                         | 0                         | 21:2                      | Awans po zwycięstwie w barażu z Zuchem Toruń (dwa zwycięstwa, bilans bramek 11:6).                                                                                |
| 1925 | II   | Klasa A (Toruński OZPN)           | Rozgrywki nie odbyły się. | Rozgrywki nie odbyły się. | Rozgrywki nie odbyły się. | Rozgrywki nie odbyły się. | Rozgrywki nie odbyły się. | Rozgrywki nie odbyły się. | Rozgrywki nie odbyły się. | Rozgrywki nie odbyły się. |
| 1926 | II   | Klasa A (Toruński OZPN)           | 3/6                       | 9                         | 9:9                       | 4                         | 1                         | 4                         | 19:31                     | |
| 1927 | II   | Klasa A (Pomorski OZPN)           | 2/5                       | 2                         | 3:1                       | 1                         | 1                         | 0                         | 4:1                       | Z powodu nieprawidłowości w zarządzie oraz złej organizacji rozgrywek zarząd TOZPN podał się do dymisji. Rozgrywki anulowano i powtórzono ale ich nie dokończono. |
| Źródło: Piotr Chomicki, Leszek Śledziona, Edwin Kowszewicz, Piłka nożna na polskim Pomorzu 1920–1939. Brak numerów stron w książce |      |                                   |                           |                           |                           |                           |                           |                           |                           | |

### Okres centralnej ligi (1927–1939)

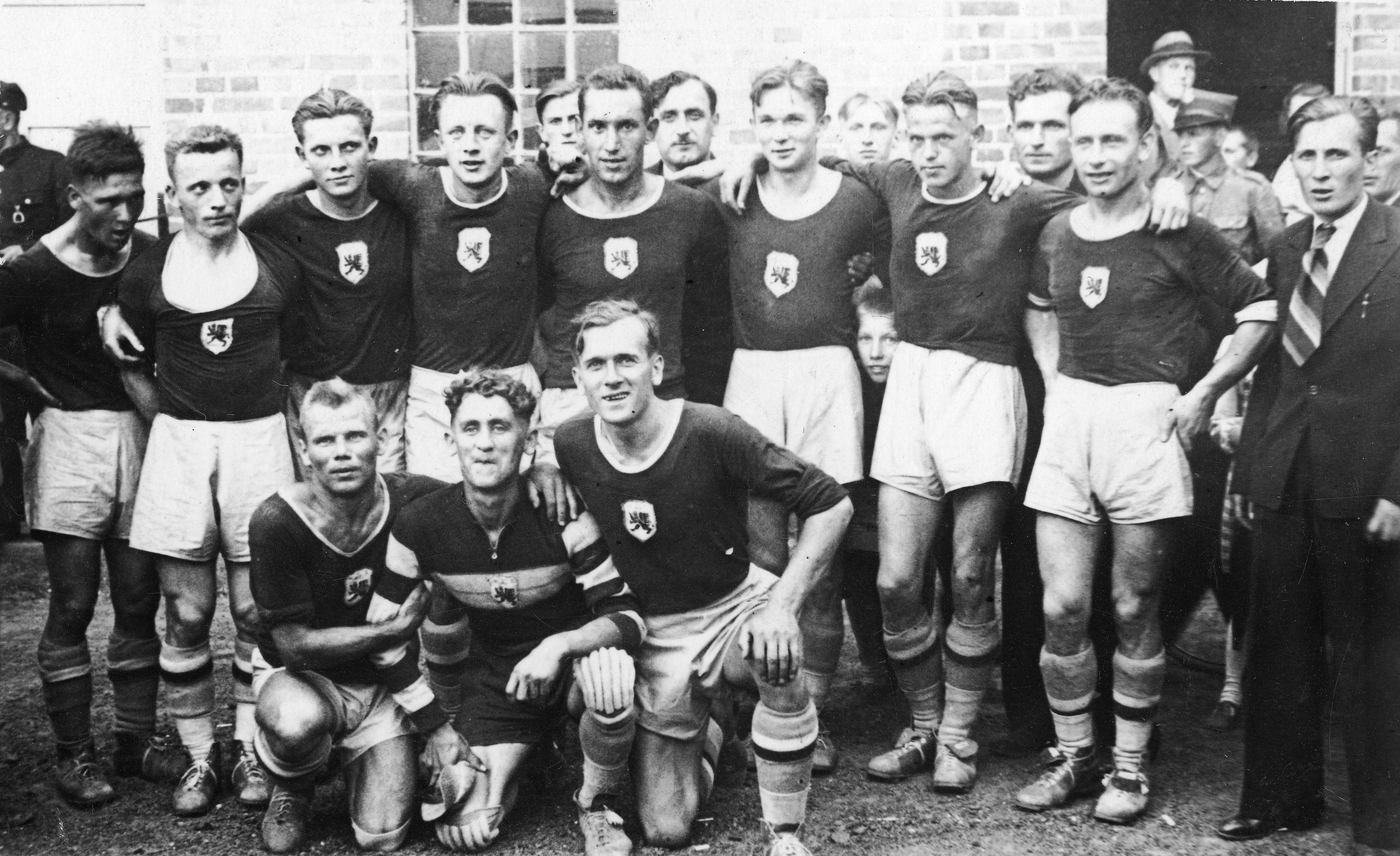
Piłkarze Gryfa przed meczem (1937)

W 1931 po rozwiązaniu TKS Toruń cała sekcja piłkarska została przekazana Gryfowi. Większość najlepszych piłkarzy poprosiła o przyjęcie do Polonii Warszawa. Zaowocowało to pierwszym mistrzostwem Pomorza, a potem, z krótka przerwą, pozwoliło całkowicie zdominować rozgrywki.
| Sezon | Liga | Liga                    | Miejsce | Mecze | Punkty | Z    | R    | P    | Bramki | Uwagi                                                                   |
| --- | ---- | ----------------------- | ------- | ----- | ------ | ---- | ---- | ---- | ------ | ----------------------------------------------------------------------- |
| 1928 | II   | Klasa A (Pomorski OZPN) | 3/5     | 8     | 11:5   | b.d. | b.d. | b.d. | 19:10  |                                                                         |
| 1929 | II   | Klasa A (Pomorski OZPN) | 2/5     | 8     | 10:6   | b.d. | b.d. | b.d. | 24:18  | Najwyżej notowany klub z Torunia.                                       |
| 1930 | II   | Klasa A (Pomorski OZPN) | 3/6     | 10    | 12:8   | b.d. | b.d. | b.d. | 16:20  |                                                                         |
| 1931 | II   | Klasa A (Pomorski OZPN) | 1/6     | 10    | 16:4   | b.d. | b.d. | b.d. | 28:12  | Przegrane eliminacje o awans do Ligi. Najwyżej notowany klub z Pomorza. |
| 1932 | II   | Klasa A (Pomorski OZPN) | 3/6     | 10    | 9:11   | b.d. | b.d. | b.d. | 17:18  | Najwyżej notowany klub z Torunia.                                       |
| 1933 | II   | Klasa A (Pomorski OZPN) | 4/7     | 12    | 12:12  | b.d. | b.d. | b.d. | 25:28  | Najwyżej notowany klub z Torunia.                                       |
| 1934 | II   | Klasa A (Pomorski OZPN) | 1/7     | 12    | 19:5   | b.d. | b.d. | b.d. | 31:9   | Przegrane eliminacje o awans do Ligi. Najwyżej notowany klub z Pomorza. |
| 1935 | II   | Klasa A (Pomorski OZPN) | 3/7     | 12    | 16:8   | b.d. | b.d. | b.d. | 32:13  |                                                                         |
| 1936 | II   | Klasa A (Pomorski OZPN) | 1/8     | 14    | 21:7   | b.d. | b.d. | b.d. | 29:19  | Przegrane eliminacje o awans do Ligi. Najwyżej notowany klub z Pomorza. |
| 1936/1937 | II   | Klasa A (Pomorski OZPN) | 1/8     | 14    | 25:3   | b.d. | b.d. | b.d. | 46:11  | Przegrane eliminacje o awans do Ligi. Najwyżej notowany klub z Pomorza. |
| 1937/1938 | II   | Klasa A (Pomorski OZPN) | 1/8     | 14    | 23:5   | b.d. | b.d. | b.d. | 33:9   | Przegrane eliminacje o awans do Ligi. Najwyżej notowany klub z Pomorza. |
| 1938/1939 | II   | Klasa A (Pomorski OZPN) | 1/8     | 14    | 23:5   | b.d. | b.d. | b.d. | 46:21  | Przegrane eliminacje o awans do Ligi. Najwyżej notowany klub z Pomorza. |
| 1939/1940 | II   | Klasa A (Pomorski OZPN) | -/10    | 1     | 2:0    | 1    | 0    | 0    | 3:2    | Rozgrywek nie dokończono ze względu na wybuch wojny.                    |
| Źródło: Piotr Chomicki, Leszek Śledziona, Edwin Kowszewicz, Piłka nożna na polskim Pomorzu 1920–1939. Brak numerów stron w książce |      |                         |         |       |        |      |      |      |        |                                                                         |

Na arenie ogólnopolskiej klub odstawał jednak od reszty zespołów. Kryterium geograficzne w eliminacjach do Ligi powodowało, że Mistrz Pomorza musiał zawsze grać z mistrzami okręgów zdecydowanie wyżej notowanych niż okręg pomorski, o dłuższej tradycji i lepszej organizacji i mających już inne swoje drużyny w I lidze. Najczęściej był to okręgi Poznański, Warszawski i Łódzki, a dwukrotnie okręgi Śląski i Poznański. Słabość drużyn pomorskich podkreślał fakt, że tylko dwukrotnie drużyny, które pokonywały Gryfa w eliminacjach, były w stanie awansować do I ligi.
Najbliżej awansu klub był w 1937 i był to zdecydowanie najlepszy występ jakiegokolwiek pomorskiego klubu w eliminacjach. Gryf przegrał awans jednym punktem, wygrywając u siebie dwa mecze i jeden remisując, oraz uzyskując dwa wyjazdowe remisy w Warszawie i Poznaniu. Stoczył dwa pasjonujące pojedynki z Polonią Warszawa (najpierw remisując w Warszawie 4:4, a potem pokonując ją w Toruniu 1:0), która ostatecznie wygrała całe eliminacje i awansowała do I Ligi.
| Sezon | Miejsce | Mecze | Punkty | Z | R | P  | Bramki | Rywale                                            |
| --- | ------- | ----- | ------ | - | - | -- | ------ | ------------------------------------------------- |
| 1931 | 3       | 6     | 3:9    | 1 | 1 | 4  | 7:12   | ŁTSG Łódź, Legia Poznań, Skra Warszawa            |
| 1934 | 3       | 61    | 4:61   | 2 | 0 | 41 | 9:181  | Legia Poznań, ŁTSG Łódź, Gwiazda Warszawa         |
| 1936 | 3       | 4     | 0:8    | 0 | 0 | 4  | 11-22  | AKS Chorzów*, HCP Poznań                          |
| 1936/1937 | 2       | 6     | 7:5    | 2 | 3 | 1  | 14:14  | Polonia Warszawa*, Union-Touring Łódź, HCP Poznań |
| 1937/1938 | 3       | 4     | 2:4    | 0 | 2 | 2  | 6:13   | Śląsk Świętochłowice, Legia Poznań                |
| 1938/1939 | 3       | 6     | 4:8    | 2 | 0 | 4  | 9:24   | Legia Poznań, KS Starachowice, ŁKS Łódź           |
| Źródło: Piotr Chomicki, Leszek Śledziona, Edwin Kowszewicz, Piłka nożna na polskim Pomorzu 1920–1939. Brak numerów stron w książce |         |       |        |   |   |    |        |                                                   |

*Oznacza drużynę, która awansowa do I Ligi.

1Bilans uwzględnia walkower 0:3 za nierozegrany mecz z Legią Poznań.

Gdy w 1937 powrócono do pomysłu (rzuconego 8 lat wcześniej na łamach Przeglądu Sportowego) utworzenia centralnej 2 ligi Gryf znalazł się w gronie 12 drużyn zaproszonych do jej utworzenia (Oprócz Gryfa były to: Brygada Częstochowa, Dąb Katowice (występujący w I lidze, ale za przekupstwo rywala zawieszony w prawach członka i sklasyfikowany na ostatnim miejscu tabeli), Rewera Stanisławów, Strzelec Janowa Dolina, Śmigły Wilno, Unia Sosnowiec, WKS Grodno, HCP Poznań, Naprzód Lipiny, Podgórze Kraków, Union-Touring Łódź).
We wrześniu 1939, po wybuchu II wojny światowej, działalność klubu została zawieszona.

### Czasy powojenne (po 1945)
Po zakończeniu II wojny światowej klub został odrodzony. W latach 50. wędrował między II a V ligą, nigdzie nie mogąc zagościć na dłużej. W latach 60. ustabilizował się w III lidze, chociaż też przydarzały się krótkotrwałe spadki. Ale też raz zagrał w eliminacjach do II ligi – zdecydowanie je przegrywając.
W tym okresie Gryf znajdował się w cieniu lokalnego rywala Pomorzanina Toruń, który jako klub branżowy (kolejarski) miał o wiele większe możliwości. Gryf co prawda był klubem wojskowym ale po pierwsze oznaczało to, że grywali tam głównie powoływani do wojska, więc była spora rotacja składu, a po drugie: najlepsi piłkarze powoływani byli do innych klubów i drużyn wojskowych, które dla władz wojskowych i państwowych miały większa znaczenie. Przez większość sezonów Gryf grał w niższej klasie rozgrywkowej niż Pomorzanin, a gdy w końcu trafiły na siebie, z 8 sezonów które kluby spędziły razem tylko 2 razy to Gryf kończył sezon wyżej.
| 3 liga                                                       | 1. GRY 4. POM | 4. POM 5. GRY | 1. POM 9. GRY | 1. POM 8. GRY | 6. POM 8. GRY |               | 10. POM | 13. POM 14. GRY |                |
| 4 liga                                                       |               |               |               |               |               | 1. POM 3. GRY | 1. GRY  |                 | 6. GRY 16. POM |
| GRY= Gryf, POM = Pomorzanin. Cyfra oznacza miejsce w tabeli. |               |               |               |               |               |               |         |                 |                |

| Sezon                                                                                | Liga | Liga                                                         | Miejsce | Mecze | Punkty | Z    | R    | P    | Bramki | Uwagi                                                                         |
| ------------------------------------------------------------------------------------ | ---- | ------------------------------------------------------------ | ------- | ----- | ------ | ---- | ---- | ---- | ------ | ----------------------------------------------------------------------------- |
| 1950                                                                                 | IV   | Klasa B                                                      | b.d.    | b.d.  | b.d.   | b.d. | b.d. | b.d. | b.d.   |                                                                               |
| 1951                                                                                 | III  | 1 Klasa Wojewódzka, Bydgoszcz, grupa II                      | 2       | b.d.  | b.d.   | b.d. | b.d. | b.d. | b.d.   |                                                                               |
| 1952                                                                                 | III  | 1 Klasa Wojewódzka, Bydgoszcz, grupa II                      | 1       | b.d.  | b.d.   | b.d. | b.d. | b.d. | b.d.   | Przegrane baraże o awans do II ligi i do nowej III ligi.1                     |
| 1953                                                                                 | IV   | Klasa A, Grupa Bydgoszcz                                     | 7       | b.d.  | 15:21  | b.d. | b.d. | b.d. | b.d.   | Klub wycofał się z rozgrywek                                                  |
| 1954                                                                                 | b.d. |                                                              | b.d.    | b.d.  | b.d.   | b.d. | b.d. | b.d. | b.d.   |                                                                               |
| 1955                                                                                 | b.d. |                                                              | b.d.    | b.d.  | b.d.   | b.d. | b.d. | b.d. | b.d.   |                                                                               |
| 1956                                                                                 | V    |                                                              | 1       | b.d.  | b.d.   | b.d. | b.d. | b.d. | b.d.   |                                                                               |
| 1957                                                                                 | IV   | Klasa A, Grupa Bydgoszcz                                     | 4       | 18    | 21:15  | b.d. | b.d. | b.d. | b.d.   | Awans wskutek reorganizacji rozgrywek.                                        |
| 1958                                                                                 | III  | 3 liga, Grupa XI (Bydgoszcz)                                 | 10      | 20    | 10:30  | b.d. | b.d. | b.d. | b.d.   |                                                                               |
| 1959                                                                                 | IV   | Klasa A, Grupa Bydgoszcz                                     | 8       | 22    | 20:24  | b.d. | b.d. | b.d. | b.d.   |                                                                               |
| 1960                                                                                 | IV   | Klasa A, Grupa Bydgoszcz, gr. I                              | 2       | 10    | 15:5   | b.d. | b.d. | b.d. | b.d.   |                                                                               |
| 1960/1961                                                                            | IV   | Klasa A, Grupa Bydgoszcz, gr.II                              | 1       | 20    | 36:4   | b.d. | b.d. | b.d. | b.d.   |                                                                               |
| 1961/1962                                                                            | III  | Liga Okręgowa, Grupa XI (Bydgoszcz)                          | 1       | 22    | 33:11  | b.d. | b.d. | b.d. | b.d.   | Przegrane eliminacje do II ligi.2 Najwyżej notowany klub w Toruniu.           |
| 1962/1963                                                                            | III  | Liga Okręgowa, Grupa XI (Bydgoszcz)                          | 5       | 22    | 23:21  | b.d. | b.d. | b.d. | b.d.   |                                                                               |
| 1963/1964                                                                            | III  | Liga Okręgowa, Grupa XI (Bydgoszcz)                          | 9       | 22    | 20:24  | b.d. | b.d. | b.d. | b.d.   |                                                                               |
| 1964/1965                                                                            | III  | Liga Okręgowa, Grupa XI (Bydgoszcz)                          | 8       | 22    | 19:25  | b.d. | b.d. | b.d. | b.d.   |                                                                               |
| 1965/1966                                                                            | III  | Liga Okręgowa, Grupa XI (Bydgoszcz)                          | 8       | 24    | 23:25  | b.d. | b.d. | b.d. | b.d.   |                                                                               |
| 1966/1967                                                                            | IV   | Liga Okręgowa, Grupa Bydgoszcz                               | 3       | 22    | 27:17  | b.d. | b.d. | b.d. | b.d.   |                                                                               |
| 1967/1968                                                                            | IV   | Liga Okręgowa, Grupa Bydgoszcz                               | 1       | 26    | 41:11  | b.d. | b.d. | b.d. | b.d.   |                                                                               |
| 1968/1969                                                                            | III  | 3 liga, Grupa IV (Poznań-Gdańsk-Bydgoszcz-Szczecin-Koszalin) | 14      | 30    | 22:38  | b.d. | b.d. | b.d. | 31:57  |                                                                               |
| 1969/1970                                                                            | IV   | Liga Okręgowa, Grupa Bydgoszcz                               | 6       | b.d.  | b.d.   | b.d. | b.d. | b.d. | b.d.   | Najwyżej notowany klub w Toruniu. Po sezonie klub połączył się z Elaną Toruń. |
| Źródło: "J. Goksiński, Klubowa historia polskiej piłki nożnej do 1970 roku. Tabele." |      |                                                              |         |       |        |      |      |      |        |                                                                               |

1W turnieju zagrali zwycięzcy grup okręgu bydgoskiego: oprócz Gryfa: Stal/Czarni Nakło, OWKS/Zawisza II Bydgoszcz, Unia/Celuloza Włocławek i Unia/Mątwy Inowrocław. Jedna drużyna awansowała do II ligi, druga przechodziła do barażu z drużyną II-ligową gdzie albo awansowało się do II ligi albo do nowej III ligi), pozostałe drużyny nie awansowały do nowej III ligi.

2Gryf zajął 4. miejsce w IV grupie eliminacyjnej, wyprzedzając tylko Lechię Zielona Góra. Awans uzyskała Polonia Gdańsk, 2. miejsce zajęli Czarni Słupsk, 3. miejsce Czarni Szczecin.

W 1970 władze wojskowe podjęły decyzję o reorganizacji wojskowego sportu w kraju. Postanowiono zostawić tylko najsilniejsze kluby (Legia Warszawa, Śląsk Wrocław, Zawisza Bydgoszcz, Wawel Kraków i Grunwald Poznań) a pozostałe rozwiązać. Refleksem wykazali się działacze Elany Toruń, która grała ówcześnie poziom niżej od Gryfa i wystąpili z projektem połączenia klubów. 11 lipca 1970 powstał Wojskowo-Zakładowy Klub Sportowy Gryf Elana Toruń – i chociaż pierwsza jego drużyna zagrała w lidze okręgowej (w miejsce WKS Gryf) a druga drużyna w klasie A (w miejsce ZKS Elana) – to historia Gryfa dobiegła końca.

## Inne sekcje

### Siatkówka kobiet

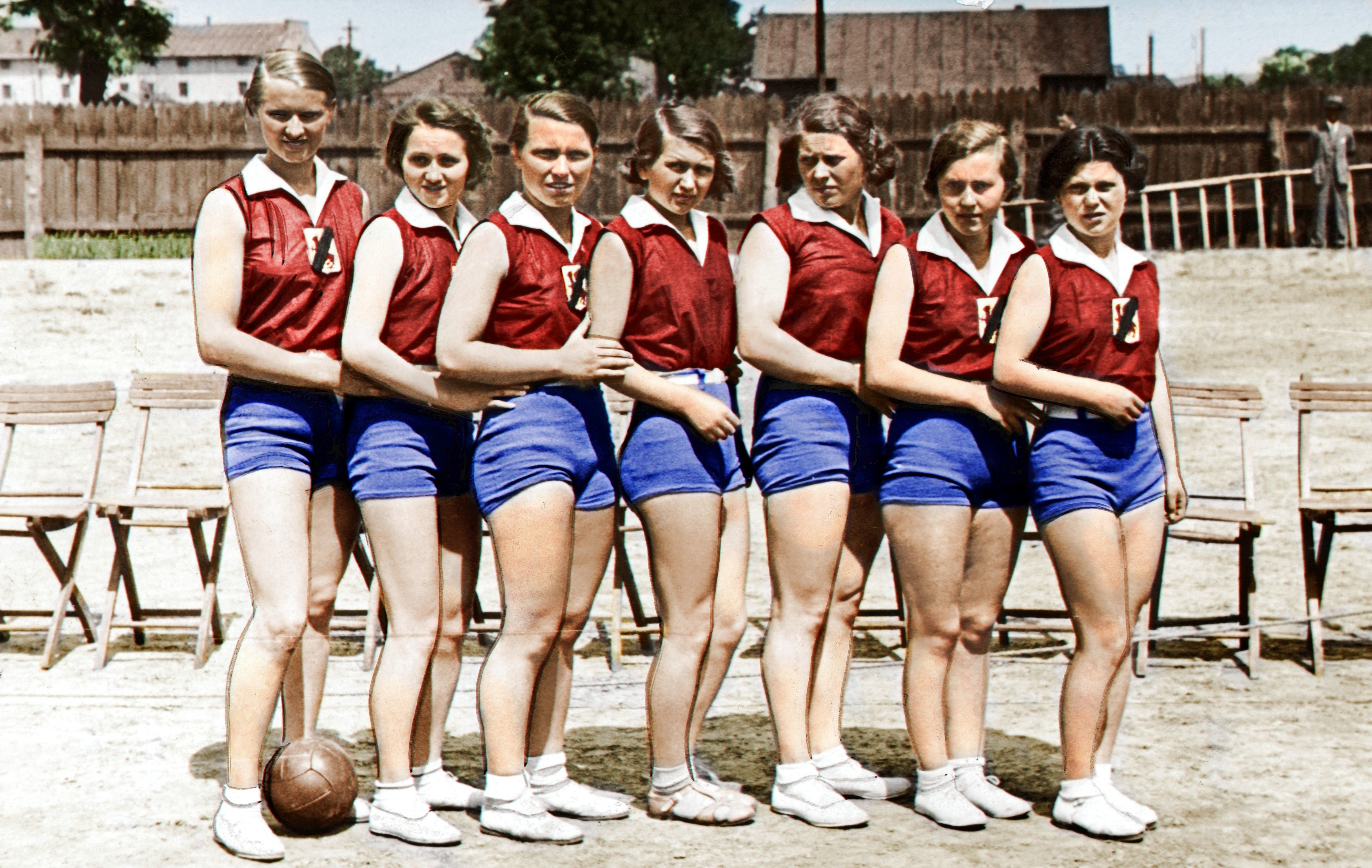
Siatkarki WKS Gryf Toruń w 1935. Stoją od lewej: Maria Skrzypnik, Kopycińska, Rynkowska, Markiewiczówna, Boltówna, Neblasówna, Korzyńska.

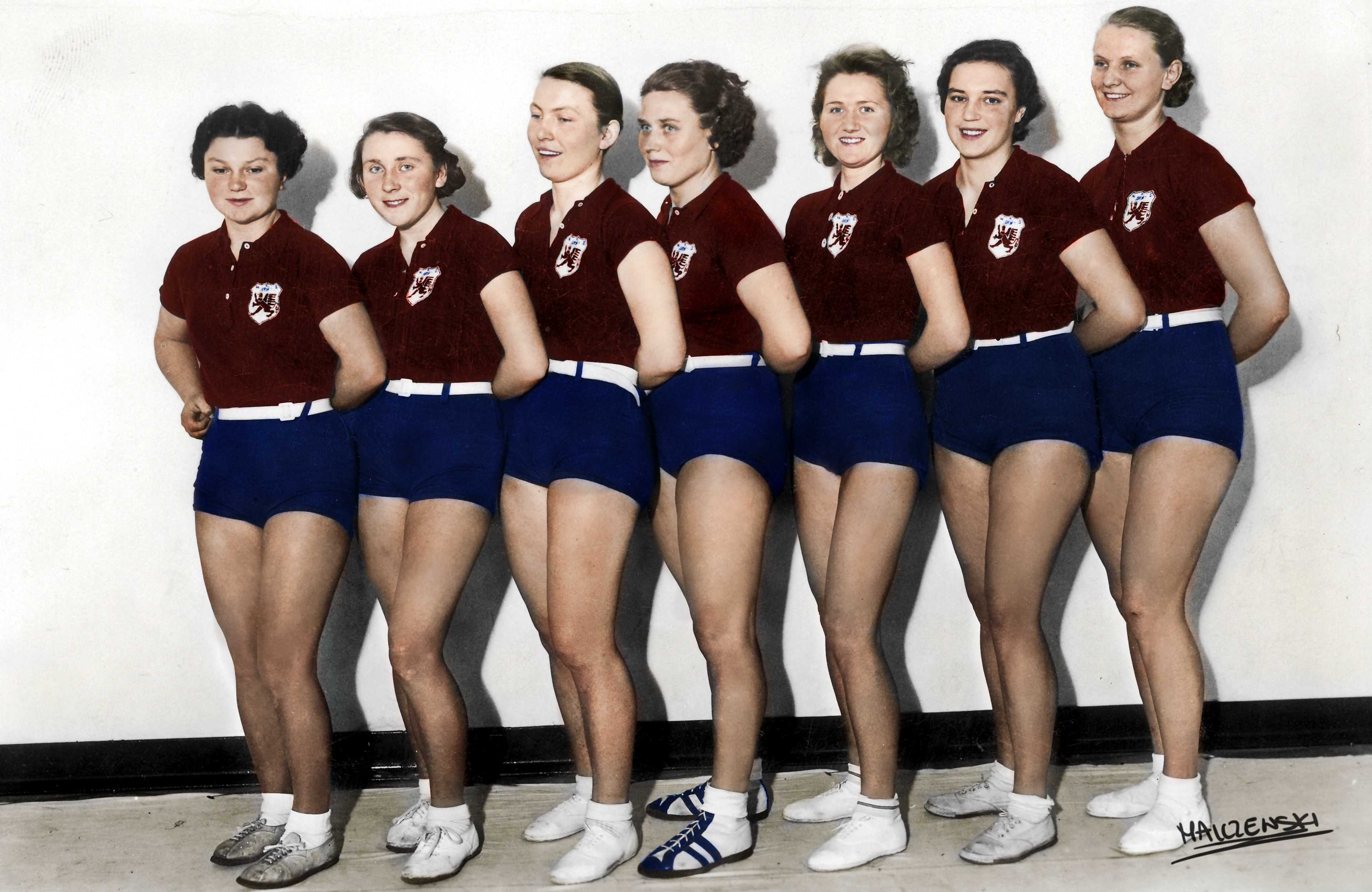
Drużyna siatkarek WKS Gryf Toruń na Mistrzostwach Polski 1937. Stoją od lewej: Niklasówna, Suplicka, Rynkowska, Bolt, Kopycińska, Lilje, Maria Skrzypnik.

W okręgowych eliminacjach Mistrzostw Polski 1933 i Mistrzostw Polski 1934 siatkarki Gryfa przegrały z Sokołem Grudziądz.
W 1935 udało im się te eliminacje wygrać i zagrać w turnieju finałowym Mistrzostw Polski, gdzie zajęły 4. miejsce na 6 drużyn.
Wystąpiły również w kolejnym turnieju (w 1936 turniej finałowy się nie odbył ponieważ dokonywano reorganizacji rozgrywek i z boisk otwartych przechodzono do hal), tym razem zajmując 5. miejsce w gronie 8 zespołów.
W 1938 z niewiadomych przyczyn Pomorze nie miało swojego przedstawiciela w turnieju finałowym a w roku następnym (1939) eliminacje wygrały siatkarki Pomorzanina Toruń i to one zagrały w finałach.

### Siatkówka mężczyzn
Z okazji obchodów 700-lecia miasta finałowy turniej Mistrzostw Polski 1933 odbył się w Toruniu. Reprezentantem Pomorza  reprezentantem Pomorza był w nich Gimnazjalny Klub Sportowy Toruń.
Męska drużyna siatkarska Gryfa pierwszy raz zagrała w finałach Mistrzostw Polski w 1934 i zajęła zaledwie przedostatnie 7. miejsce.
Do kolejnego finału w 1935 drużyna się nie zakwalifikowała (eliminacje wygrał Sokół Toruń), a w roku następnym turniej finałowy się nie odbył ponieważ dokonywano reorganizacji rozgrywek i z boisk otwartych przechodzono do hal.
W mistrzostwach 1937 Gryf zajął 7. miejsce w stawce 10 drużyn.
W latach 1938 i 1939 eliminacje wygrywał Pomorzanin Toruń i to on grał w finałach.
Sekcja siatkarzy istniała także po 1945 roku i w 1970 została przejęta przez Elanę.

### Hokej na lodzie
Choć o hokeju w Gryfie można mówić szerzej dopiero przy okazji utworzenia w grudniu 1931 sekcji hokejowej, to pamiętać należy o epizodzie związanym z fuzją Gryfa i AKS z 1929 – ten drugi klub posiadał bowiem sekcję hokejową. O wcześniejszych działaniach hokejowych w Gryfie świadczą doniesienia prasowe, relacjonujące np. przebieg meczu TKS Toruń – WAKS Gryf (4:3). W kolejnych latach sekcja hokejowa Gryfa wzmacniała się w miarę wzrastających kłopotów TKS Toruń.
W 1936 klub przejął zlikwidowaną sekcję hokeja KS Strzelec Toruń. Następstwem takiego wzmocnienia było zdobycie w sezonie 1936/1937 tytuł mistrza Pomorza. W eliminacjach do mistrzostw Polski w styczniu 1937 przeciwnikiem był AZS Poznań, ale oba mecze zakończyły się porażkami: w Toruniu 2:4 (1:2, 0:0, 1:2), w rewanżu w Poznaniu 0:4 (0:3, 0:0, 0:1).
W sezonie 1959/60 w turnieju finałowym grupy IV eliminacji rozgrywek o awans do II ligi Gryf zajął ostatnie czwarte miejsce. W kolejnym sezonie, na tym samym etapie rozgrywek, w eliminacjach do ligi międzywojewódzkiej (dawna II liga) Gryf uzyskał upragniony awans, a kolejny sezon był w wykonaniu beniaminka II ligi jeszcze większym sukcesem. Gryf zajął drugie miejsce w grupie północnej II ligi, co dało mu możliwość gry w turnieju barażowym o awans do I ligi. Klub zajął w tych zawodach ostatnie miejsce i odpadł z dalszego etapu rozgrywek. Była to jak dotąd jedyna chwila w dziejach toruńskiego hokeja, w której zaistniała teoretyczna możliwość występowania dwóch toruńskich drużyn w najwyższej klasie rozgrywkowej – w tym samym bowiem czasie Pomorzanin, który zajął piąte miejsce w I lidze, przygotowywał się do walki o utrzymanie w lidze, w ramach kolejnej fazy turniejów barażowych.
Kolejne dwa lata to dla drużyny Gryfa okres o wiele trudniejszy. W sezonie 1962/63 Gryf zajął trzecie miejsce w grupie północnej II ligi, przegrywając rywalizację o awans do I ligi. Po zakończeniu kolejnego sezonu II ligi, wiosną 1964, drużyna została wycofana z rozgrywek, a sekcję hokeja na lodzie rozwiązano.